# Giulia Cavallari
Giulia Cavallari Cantalamessa (Imola, 5 de marzo de 1856 - Bolonia, 6 de noviembre de 1935) fue una pedagoga y escritora feminista italiana. En 1882 fue la primera mujer en Italia en graduarse en Literatura y Filosofía. Destacó por su defensa del derecho de las mujeres a estudiar y trabajar para su emancipación. 

## Biografía
Nació en el seno de una familia de intelectuales ilustrados. Su abuela Maddalena Monteschi fue fundadora de la primera escuela femenina de Imola, antes de la unificación italiana. 
Tras graduarse en la escuela secundaria Galvani en Bolonia en 1878-1879 y obtener un premio de estímulo de la administración provincial se inscribió en la Facultad de Letras y Filosofía de la Universidad de Bolonia siendo alumna del periodista y escritor Giosuè Carducci con quien mantuvo amistad y quien años después le confió la educación de su hija Libertà (Titti).
En 1884 obtuvo la cátedra de latín y griego en la secundaria femenina "E. Fua Fusinato " en Roma, la ciudad donde vivió hasta 1886 cuando se casó con Ignazio Cantalamessa, profesor de anatomía patológica y jefe del Hospital Maggiore y regresa a Bolonia donde imparte conferencias sobre el papel de la mujer en la sociedad retirándose de la enseñanza durante una década.
En Bolonia conecta con Gualberta Adelaide Beccari, fundadora de La Donna en 1868 revista sobre los derechos de las mujeres escrita por mujeres en la Giulia Cavallari colabora. En 1890 fue una de las fundadoras del Comité de Propaganda de Bolonia para la condición moral y jurídica de la mujer que defendía la educación de las mujeres y fue miembro de la Asociación de Trabajadores de Bolonia apoyando el trabajo profesional de las mujeres.
Su salón es frecuentado por militantes demócratas y socialistas como Aurelio Saffi y Andrea Costa y literatos como Enrico Panzacchi, Olindo Guerrini y Severio Ferrari.
Con la muerte de su marido en 1896 regresa a las aulas y con el apoyo de Carducci logra ese mismo año la cátedra de italiano profesora en la Escuela Normal de Bolonia. 
En 1897 fue nombrada directora de la escuela profesional de mujeres que tras la reorganización de Cavallari se convierte en la Escuela Profesional Regina Margherita. En 1899 vivió en Turín donde fue directora del Instituto Nacional para las Hijas de los Militares "Villa della Regina" puesto que ocupa durante más de treinta años.
Murió en Bolonia en noviembre de 1935.

## Pensamiento y obra
Giulia Cavallari puso especial atención a los métodos pedagógicos modernos.
A través de sus ensayos y conferencias apoyó la necesidad de la educación y el trabajo de las mujeres como garantía de independencia, dignidad y emancipación (Della dignità della donna 1884, La donna nel Risorgimento nazionale, 1892) además de defender la identidad laica y los ideales republicanos.
Sensible a los ideales coloniales y al prestigio nacional escribe un Inno guerriero per la guerra italoturca (1912), el Canto della vittoria, musicado por Amadei en 1920, L'opera di una donna nel periodo di guerra 1915 1919, textos que se recogieron en 1925 en la recopilación Canti di guerra, di vittoria e di pace.